# Aramotu
Aramotu es una película dramática nigeriana de 2010 dirigida por Niji Akanni. Está protagonizada por Idiat Shobande, Kayode Odumosu y Gabriel Afolayan. Recibió 7 nominaciones en la séptima edición de los Premios de la Academia del Cine Africano, ganando en las categorías de mejor película nigeriana y mejor diseño de vestuario.

## Sinopsis
Ambientada en 1909, cuenta la historia de una rica comerciante, Aramotu (Idiat Sobande) en una comunidad yoruba extremadamente consciente de la cultura. Intenta utilizar las cualidades agradables del Culto Gelede para obtener ideas sobre los derechos de las mujeres y establecer un gobierno centrado en las necesidades de la gente. 

## Elenco
- Idiat Sobande
- Kayode Odumosu
- Ireti Osayemi-Bakare
- Ayo Olabiyi
- Gabriel Afolayan
- Tunbosun Odunsi
- Peter Fatomilola
- Bisi Komolafe

## Lanzamiento
Fue estrenada el 20 de febrero de 2011 en Coral Reef, Ikoya Avenue ikoyi, estado de Lagos. Se proyectó en varios festivales de todo el mundo, incluido el segundo Festival Internacional de Cine de África, Lagos, Nigeria (2011), el Festival Internacional de Cine de Mujeres Samsung, Chennai, India (2012), el Festival de Cine Africa In The Picture, Ámsterdam (2012)., Festival Internacional de Cine Africano de Arusha, Tanzania (2013) y Festival Internacional de Cine de Kerala, India (2013).
También participó como película de exhibición en foros académicos sobre cine africano contemporáneo en el 3er Festival Internacional de Cine Ife, Universidad Obafemi Awolowo, Ile-Ife, Nigeria (2012), y en el Centro Africano Tamar Golan, Universidad Ben-Gurion del Negev., Beer Sheva, Israel (2017).

## Premios y nominaciones
| Premio                                                                                         | Categoría                         | Nominado       | Resultado |
| ---------------------------------------------------------------------------------------------- | --------------------------------- | -------------- | --------- |
| Academia del Cine Yoruba (tercera edición de lod Premios de la Academia del Cine Yoruba)       | Mejor película cultural           | Niji Akanni    | Ganador   |
| Academia del Cine Yoruba (tercera edición de lod Premios de la Academia del Cine Yoruba)       | Logro en la dirección             | Niji Akanni    | Ganador   |
| Academia del Cine Yoruba (tercera edición de lod Premios de la Academia del Cine Yoruba)       | Mejor imagen                      | Niji Akanni    | Ganador   |
| Academia del Cine de África (Séptima edición de los Premios de la Academia del Cine de África) | Mejor película nigeriana          | Niji Akanni    | Ganador   |
| Academia del Cine de África (Séptima edición de los Premios de la Academia del Cine de África) | Mejor película                    | Niji Akanni    | Nominado  |
| Academia del Cine de África (Séptima edición de los Premios de la Academia del Cine de África) | Mejor director                    | Niji Akanni    | Nominado  |
| Academia del Cine de África (Séptima edición de los Premios de la Academia del Cine de África) | Mejor actriz                      | Idiat Shobande | Nominado  |
| Academia del Cine de África (Séptima edición de los Premios de la Academia del Cine de África) | Mejor película en lengua africana | Niji Akanni    | Nominado  |
| Academia del Cine de África (Séptima edición de los Premios de la Academia del Cine de África) | Mejores efectos visuales          | Abimbola Taiwo | Nominado  |
| Academia del Cine de África (Séptima edición de los Premios de la Academia del Cine de África) | Mejor diseño de vestuario         |                | Ganador   |